# ماریوس اریکسن
ماریوس اریکسن (نروژی: Marius Eriksen; ۹ دسامبر ۱۸۸۶ – ۱۴ سپتامبر ۱۹۵۰) ژیمناست هنری اهل نروژ بود.